# La donna del West
La donna del West (The Ballad of Josie) è un film del 1967 diretto da Andrew V. McLaglen.

## Trama
Nel Wyoming pre-unificazione, la giovane vedova Josie Minick decide di mettere in piedi da sola un allevamento di pecore in un grande terreno di sua proprietà fino ad allora abbandonato. Il vaccaro confinante Arch Ogden, furente dal non poter più utilizzare il terreno, ma ancor di più nel veder fare quel lavoro da una donna, tenta di ostacolare l'iniziativa di Josie in qualunque maniera, arrivando a bruciarle il granaio e pronto ad aprire una sparatoria contro i suoi difensori. La vicenda diventa notizia nazionale e sconvolge il piccolo paese in cui abita, diventando promotrice di un movimento femminista ante litteram.

## Produzione

### Riprese
Gli esterni vennero girati nel territorio di Thousand Oaks, in California.